# Olympische Sommerspiele 1980/Leichtathletik – 1500 m (Männer)

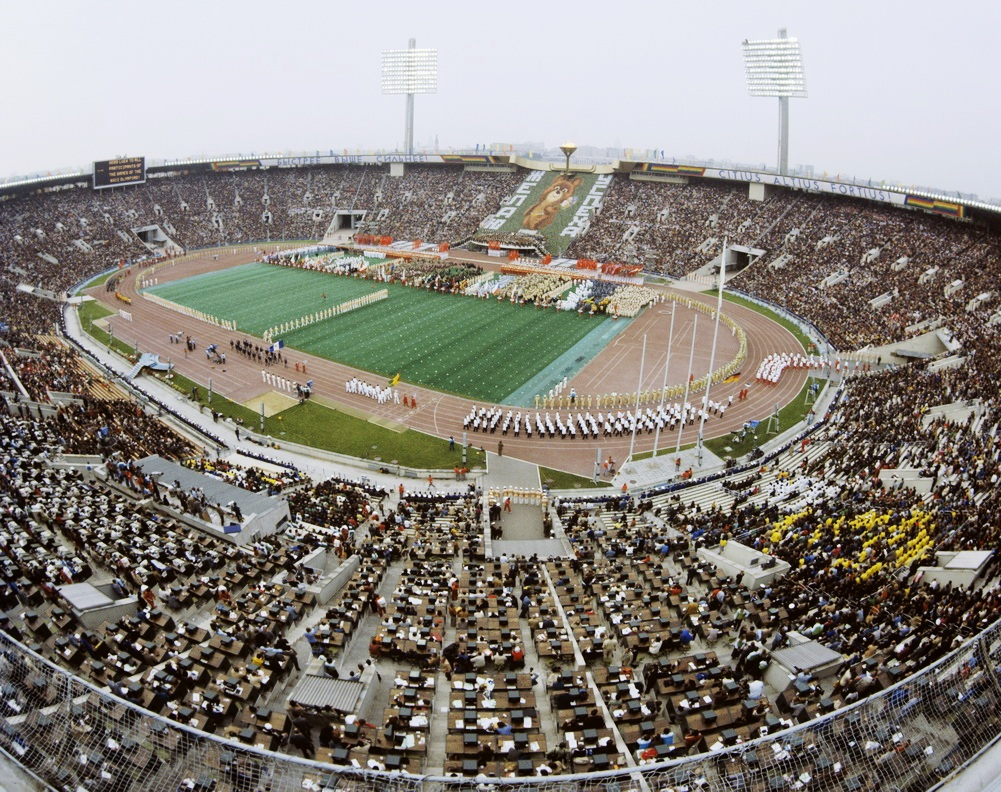
Das Luschniki-Stadion während der Eröffnungsfeier dieser Spiele

Der 1500-Meter-Lauf der Männer bei den Olympischen Spielen 1980 in Moskau wurde am 30. und 31. Juli sowie am 1. August 1980 im Olympiastadion Luschniki ausgetragen. 41 Athleten nahmen teil.
Olympiasieger wurde der Brite Sebastian Coe. Er gewann vor Jürgen Straub aus der DDR und dem Briten Steve Ovett.
Für die DDR ging neben dem Medaillengewinner Straub auch Andreas Busse an den Start, der ebenfalls das Finale erreichte und dort Vierter wurde.

Während der Schweizer Pierre Délèze in der Vorrunde ausschied, erreichte der Österreicher Robert Nemeth das Halbfinale.

Läufer aus Liechtenstein nahmen nicht teil. Athleten aus der Bundesrepublik Deutschland waren wegen des Olympiaboykotts ebenfalls nicht dabei.

## Bestehende Rekorde
| Weltrekord         | 3:32,1 min | Sebastian Coe ( Großbritannien) | Zürich, Schweiz                | 15. August 1979  |
| Weltrekord         | 3:32,1 min | Steve Ovett ( Großbritannien)   | Oslo, Norwegen                 | 15. Juli 1980    |
| Olympischer Rekord | 3:34,9 min | Kipchoge Keino ( Kenia)         | Finale OS Mexiko-Stadt, Mexiko | 20. Oktober 1968 |

Der bestehende olympische Rekord wurde bei diesen Spielen nicht erreicht. Fast alle Wettkämpfe waren auf ein Spurtfinish ausgerichtet, sodass keine schnellen Zeiten zustande kamen. Im schnellsten Rennen, dem vierten Vorlauf, verfehlte der spätere Olympiadritte Steve Ovett diesen Rekord um 1,9 Sekunden. Zum Weltrekord, bei dem er selber Mitinhaber war, fehlten Ovett in diesem Rennen 4,7 Sekunden.

## Durchführung des Wettbewerbs
Die Athleten traten am 30. Juli zu vier Vorläufen an. Die jeweils vier Laufbesten – hellblau unterlegt – sowie die nachfolgend zwei Zeitschnellsten – hellgrün unterlegt – erreichten das Halbfinale am 31. Juli. Hier qualifizierten sich die jeweils vier Laufbesten – wiederum hellblau unterlegt – sowie der nachfolgend Zeitschnellste – hellgrün unterlegt – für das Finale, das am 1. August stattfand.

## Zeitplan
30. Juli, 17:10 Uhr: Vorläufe

31. Juli, 21.:00 Uhr: Halbfinale

1. August, 17:30 Uhr: Finale
Anmerkung:
Alle Zeiten sind in Ortszeit Moskau (UTC+3) angegeben.

## Vorrunde
Datum: 30. Juli 1980, ab 17:10 Uhr

### Vorlauf 1
| Platz | Name                       | Nation         | Zeit       |
| ----- | -------------------------- | -------------- | ---------- |
| 1     | José Marajo                | Frankreich     | 3:43,9 min |
| 2     | Mehdi Aidet                | Algerien       | 3:43,9 min |
| 3     | Dragan Zdravković          | Jugoslawien    | 3:44,0 min |
| 4     | Steve Cram                 | Großbritannien | 3:44,1 min |
| 5     | Pawel Jakowlew             | Sowjetunion    | 3:44,2 min |
| 6     | José Manuel Abascal        | Spanien        | 3:44,7 min |
| 7     | Mopeli Molapo              | Lesotho        | 3:55,5 min |
| 8     | Khaled Khalifa al-Shammari | Kuwait         | 3:57,6 min |
| 9     | Vicente Santos             | Mosambik       | 3:58,7 min |
| DNS   | Filbert Bayi               | Tansania       |            |

### Vorlauf 2
| Platz | Name                  | Nation           | Zeit       |
| ----- | --------------------- | ---------------- | ---------- |
| 1     | Andreas Busse         | DDR              | 3:44,3 min |
| 2     | Witalij Tyschtschenko | Sowjetunion      | 3:44,4 min |
| 3     | Jozef Plachý          | Tschechoslowakei | 3:44,4 min |
| 4     | Alex Gonzalez         | Frankreich       | 3:44,6 min |
| 5     | Pierre Délèze         | Schweiz          | 3:44,8 min |
| 6     | Haile Zeru            | Äthiopien        | 3:45,7 min |
| 7     | Abderrahmane Morceli  | Algerien         | 3:46,0 min |
| 8     | Sant Kumar            | Indien           | 3:55,6 min |
| 9     | Ishmael Mhaladi       | Botswana         | 3:59,1 min |
| 10    | George Branche        | Sierra Leone     | 4:03,9 min |
| 11    | Damien Degboe         | Benin            | 4:15,3 min |

### Vorlauf 3
| Platz | Name                 | Nation         | Zeit       |
| ----- | -------------------- | -------------- | ---------- |
| 1     | Vittorio Fontanella  | Italien        | 3:40,1 min |
| 2     | Sebastian Coe        | Großbritannien | 3:40,1 min |
| 3     | Antti Loikkanen      | Finnland       | 3:40,5 min |
| 4     | José Luis González   | Spanien        | 3:40,9 min |
| 5     | João Campos          | Portugal       | 3:41,3 min |
| 6     | Ray Flynn            | Irland         | 3:42,0 min |
| 7     | Nigusse Bekele       | Äthiopien      | 3:45,8 min |
| 8     | Archfell Musango     | Sambia         | 3:53,7 min |
| 9     | Tisbite Rakotoarisoa | Madagaskar     | 3:55,9 min |
| 10    | Lê Quang Khải        | Vietnam        | 4:06,8 min |

### Vorlauf 4
| Platz | Name                | Nation         | Zeit       |
| ----- | ------------------- | -------------- | ---------- |
| 1     | Steve Ovett         | Großbritannien | 3:36,8 min |
| 2     | Jürgen Straub       | DDR            | 3:37,0 min |
| 3     | Robert Nemeth       | Österreich     | 3:38,3 min |
| 4     | Wladimir Malosemlin | Sowjetunion    | 3:38,7 min |
| 5     | Mirosław Żerkowski  | Polen          | 3:39,2 min |
| 6     | Kassa Balcha        | Äthiopien      | 3:43,1 min |
| 7     | Jón Didriksson      | Island         | 3:44,4 min |
| 8     | Derradji Harek      | Algerien       | 3:45,3 min |
| 9     | Marzouk Mabrouk     | Libyen         | 3:54,3 min |
| 10    | Mohamed Malkhlouf   | Syrien         | 4:00,4 min |

## Halbfinale
Datum: 31. Juli 1980, ab 21:00 Uhr

### Lauf 1
| Platz | Name                | Nation         | Zeit       |
| ----- | ------------------- | -------------- | ---------- |
| 1     | Steve Ovett         | Großbritannien | 3:43,1 min |
| 2     | Dragan Zdravković   | Jugoslawien    | 3:43,4 min |
| 3     | Andreas Busse       | DDR            | 3:43,5 min |
| 4     | Steve Cram          | Großbritannien | 3:43,6 min |
| 5     | Wladimir Malosemlin | Sowjetunion    | 3:43,6 min |
| 6     | Antti Loikkanen     | Finnland       | 3:44,0 min |
| 7     | João Campos         | Portugal       | 3:44,4 min |
| 8     | Alex Gonzalez       | Frankreich     | 3:44,7 min |
| 9     | Mehdi Aidet         | Algerien       | 3:44,9 min |

### Lauf 2
| Platz | Name                  | Nation           | Zeit       |
| ----- | --------------------- | ---------------- | ---------- |
| 1     | Sebastian Coe         | Großbritannien   | 3:39,4 min |
| 2     | Jürgen Straub         | DDR              | 3:39,4 min |
| 3     | José Marajo           | Frankreich       | 3:39,6 min |
| 4     | Vittorio Fontanella   | Italien          | 3:40,1 min |
| 5     | Jozef Plachý          | Tschechoslowakei | 3:40,4 min |
| 6     | Robert Nemeth         | Österreich       | 3:40,8 min |
| 7     | Witalij Tyschtschenko | Sowjetunion      | 3:41,5 min |
| 8     | José Luis González    | Spanien          | 3:42,6 min |
| 9     | Mirosław Żerkowski    | Polen            | 3:48,2 min |

## Finale

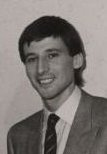
Mit seinem Sieg gewann Sebastian Coe Gold auf der Strecke, für die er eigentlich nicht der Topfavorit war

Datum: 1. August 1980, 17:30 Uhr
| Platz | Name                | Nation           | Zeit        |
| ----- | ------------------- | ---------------- | ----------- |
| 1     | Sebastian Coe       | Großbritannien   | 3:38,40 min |
| 2     | Jürgen Straub       | DDR              | 3:38,80 min |
| 3     | Steve Ovett         | Großbritannien   | 3:38,99 min |
| 4     | Andreas Busse       | DDR              | 3:40,17 min |
| 5     | Vittorio Fontanella | Italien          | 3:40,37 min |
| 6     | Jozef Plachý        | Tschechoslowakei | 3:40,66 min |
| 7     | José Marajo         | Frankreich       | 3:41,48 min |
| 8     | Steve Cram          | Großbritannien   | 3:41,98 min |
| 9     | Dragan Zdravković   | Jugoslawien      | 3:43,05 min |

Zum zweiten Mal kam es nun im Rahmen der Olympischen Spiele in Moskau zum Duell der beiden weltbesten Mittelstreckler ihrer Zeit, den Briten Sebastian Coe und Steve Ovett. Auf den großen internationalen Leichtathletikveranstaltungen vor den Spielen hatten sie eine direkte Begegnung im Wettkampf vermieden, indem sie auf jeweils unterschiedlichen Streckenlängen an den Start gegangen waren. Nach der überzeugenden Vorstellung über 800 Meter war Ovett nun auch für dieses Rennen leicht favorisiert gegenüber Coe. Für die weiteren Medaillen hatten sich vor allem nach guten Eindrücken in den Vorläufen und Halbfinals die beiden DDR-Läufer Jürgen Straub und Andreas Busse, der Jugoslawe Dragan Zdravković, der Franzose José Marajo und vielleicht der Italiener Vittorio Fontanella empfohlen.
Auch dieses Rennen wurde wie zuvor schon die kürzere Mittelstrecke sehr taktisch gelaufen. Niemand wollte sich mit hohem Anfangstempo als Führungsläufer zu sehr verausgaben. Bei 400 Metern lag Straub an der Spitze. Coe hielt sich diesmal von Beginn an weiter vorne auf, um nicht wie auf der 800-Meter-Distanz irgendwann den Anschluss zu verpassen. Die 400-Meter-Durchgangszeit lautete 1:01,82 min. Die zweite Runde war noch langsamer. Dicht gedrängt durchlief das Feld die 800-Meter-Marke in 2:05,05 min. Straub machte weiterhin die Führungsarbeit, forcierte aber jetzt das Tempo. Das Feld zog sich dadurch etwas auseinander. Coe lief in seinem Windschatten auf Platz zwei, dahinter folgte Ovett. Die dritte Runde war erheblich schneller gewesen, bei 1200 Metern lautete die Zwischenzeit 2:59,44 min. Und Straub zog das Tempo noch einmal an. In der Zielkurve änderte sich nichts auf den vorderen Positionen. Eingangs der Zielgeraden spurtete Coe an Straub vorbei, der sich allerdings zunächst noch heftig wehrte. Doch Sebastian Coe war diesmal nicht zu bezwingen. Jürgen Straub war geschlagen, verteidigte aber die Silbermedaille gegen den anstürmenden Steve Ovett, der sich Bronze sicherte. Andreas Busse wurde Vierter vor Vittorio Fontanella.

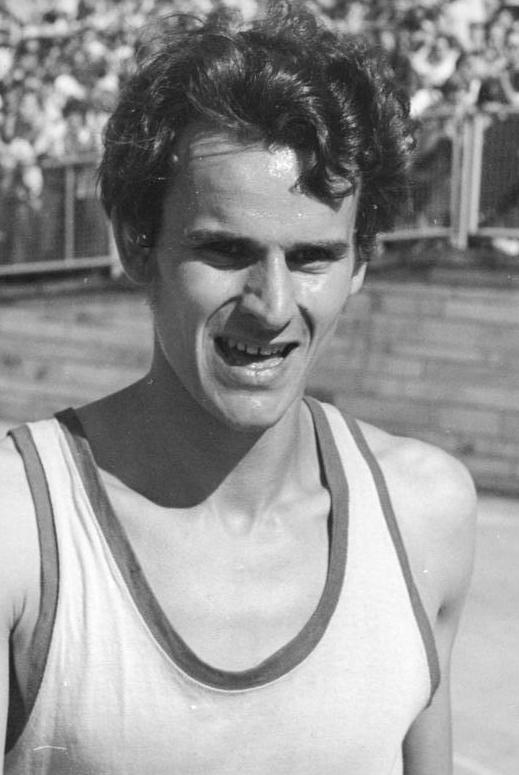
Überraschend Silber gab es für Jürgen Straub
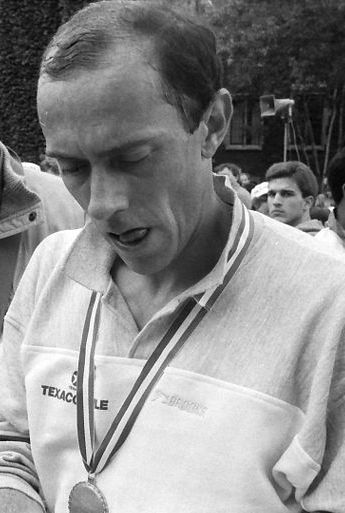
Nach Gold über 800 Meter errang der eigentliche Favorit Steve Ovett hier Bronze
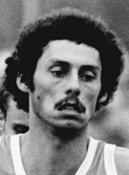
Andreas Busse – Rang vier im 1500-Rennen nach Platz fünf über 800 Meter
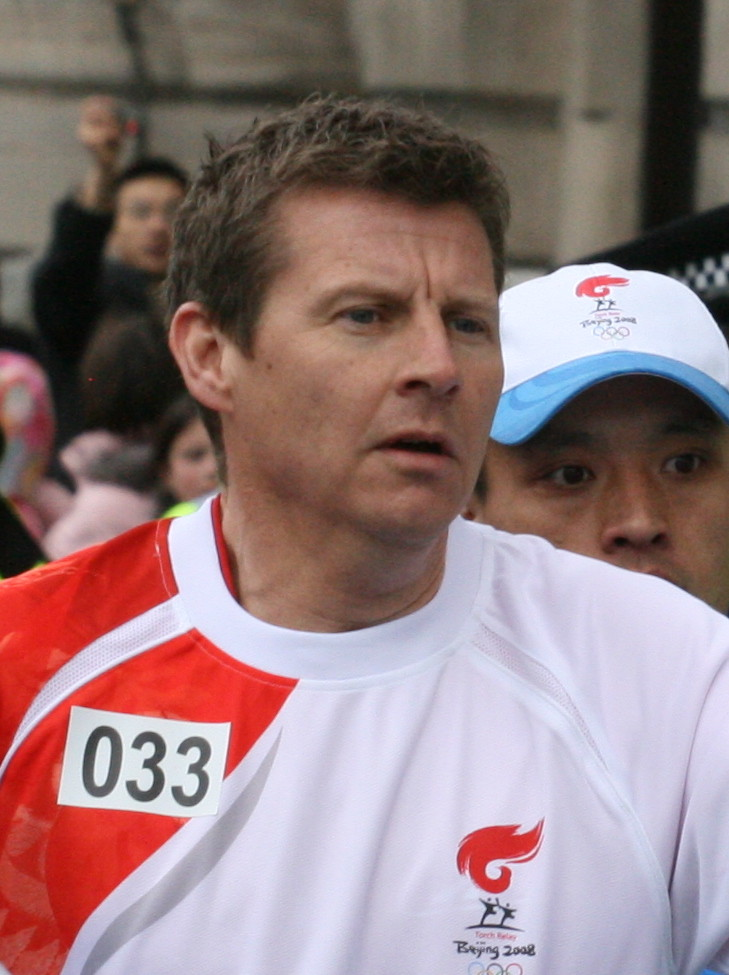
Der spätere Weltmeister (1983) und zweifache Europameister (1982/1986) Steve Cram kam auf den achten Platz

## Videolinks
- Coe vs.Ovett-1500m.Final,1980,Moscow Olympics,(with interview), youtube.com, abgerufen am 27. Oktober 2021
- 1980 Olympics Men's 1500m final, youtube.com, abgerufen am 24. Dezember 2017